# Palaeomolis rosearia
Palaeomolis rosearia là một loài bướm đêm thuộc phân họ Arctiinae, họ Erebidae.